# Alex Désert
Alex Désert (18 julho de 1968) é um ator e músico estadunidense de origem haitiana mais conhecido por seus papéis na série de TV The Flash, Becker, e Boy Meets World.
Em 2009 participou da série House MD no primeiro episódio da 6 temporada chamado "Brokem" interpretando Jay-Bird.
Désert também apareceu na propaganda de Sarah Silverman 's na internet, o que incentivou os jovens judeus a se dirigir para a Flórida e convencer seus avós judeus para apoiar Barack Obama na eleição presidencial de 2008 nos EUA. Ele também apareceu em Let It Shine.